# Lutiše
Lutiše – wieś (obec) na Słowacji położona w kraju żylińskim, w okręgu Żylina. Pierwsze wzmianki o miejscowości pochodzą z roku 1622.
Według danych z dnia 31 grudnia 2010, wieś zamieszkiwało 767 osób, w tym 352 kobiety i 415 mężczyzn.
W 2001 roku rozkład populacji względem narodowości i przynależności etnicznej wyglądał następująco:
- Słowacy – 99,88%